# Crocosmia aurea
Crocosmia aurea es una especie fanerógama del género Crocosmia, perteneciente a la familia Iridaceae. 

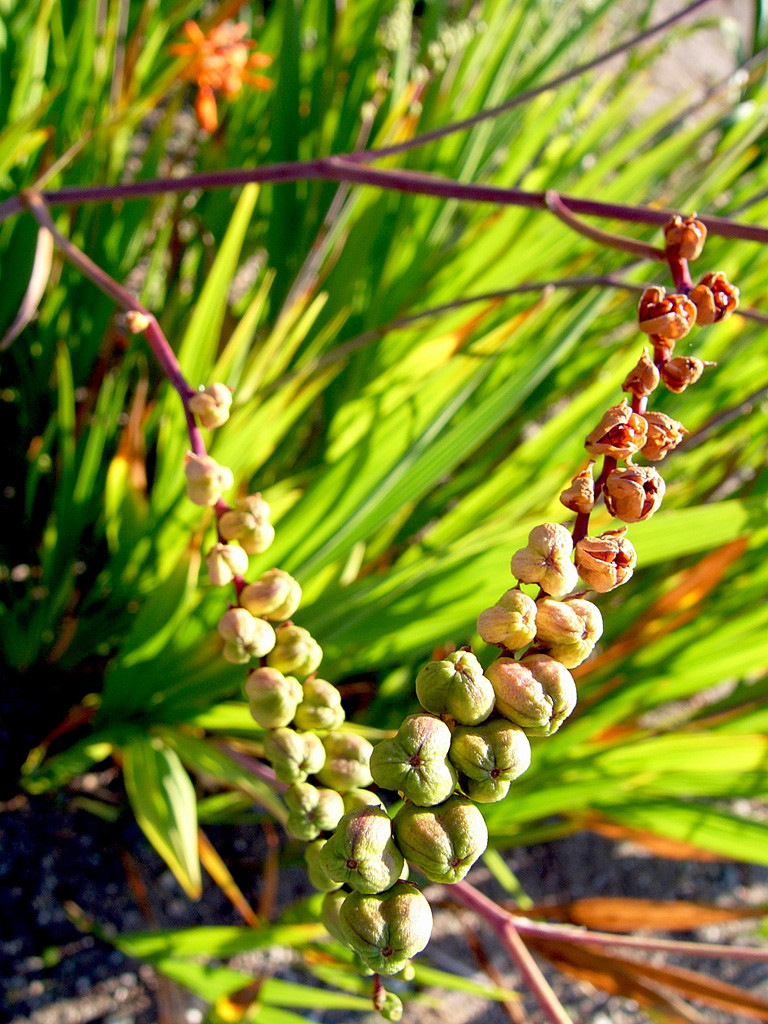
Vista de la planta

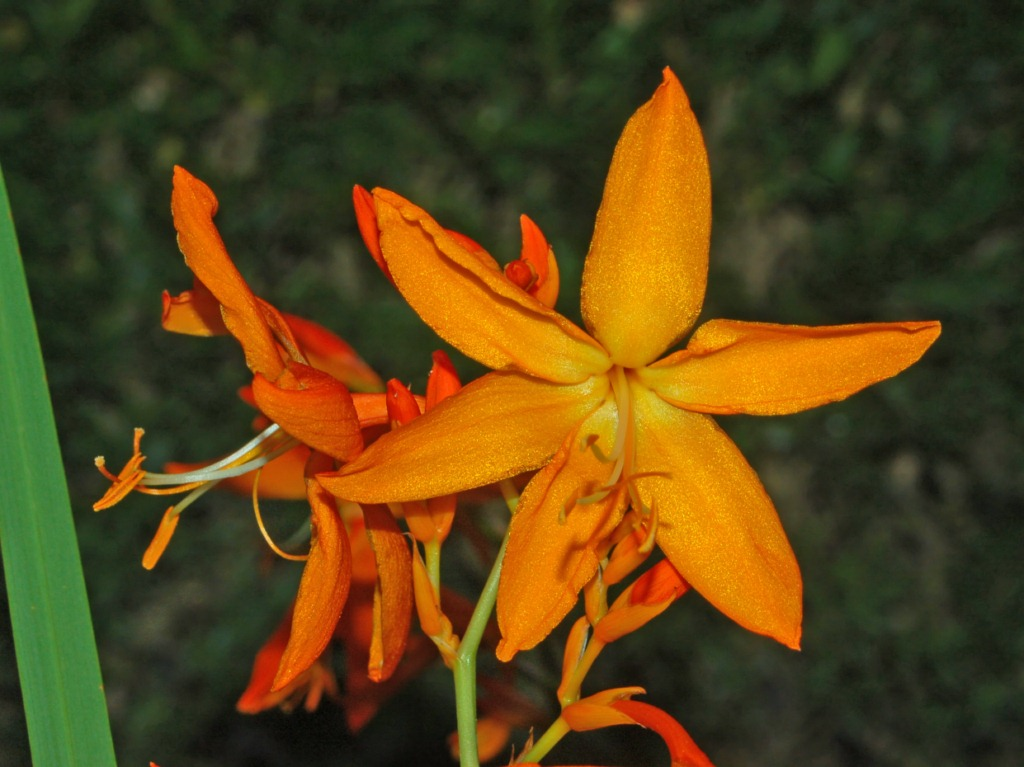
Flor

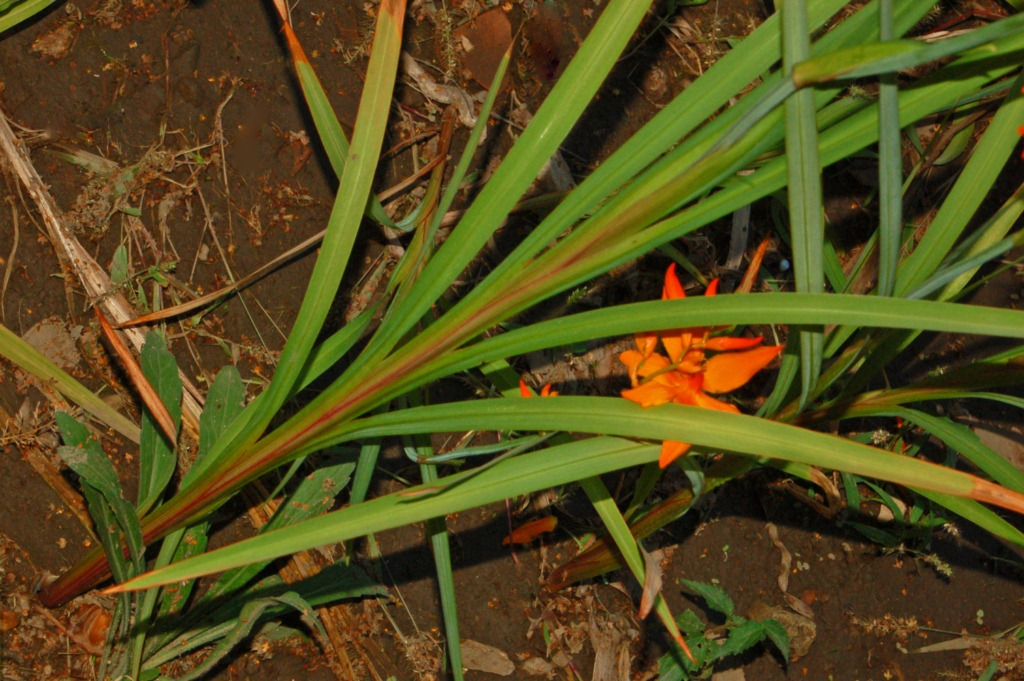
Detalle

## Descripción
Se caracteriza por alcanzar tamaños de aproximadamente un 120 cm y poseer hojas de veinte a treinta milímetros de ancho junto a flores que superan los cuarenta mm de diámetro. Suelen habitar en colonias de gran tamaño en bosques, márgenes de estos y ríos. Esta flor puede encontrarse en lugares como Limpopo, Mpumalanga o Suazilandia.

## Usos
Las semillas de esta planta suelen ser ingeridas por las aves, mientras que sus bulbos son parte de la dieta de cerdos salvajes.
En la medicina tradicional esta planta se utiliza para curar la disentería. 

## Cómo plantarla
Para cultivarla pueden usarse sus semillas, o esperar a su época de crecimiento, momento en el que pueden usarse los bulbos que esta desarrolla para obtener más plantas. Las semillas deben plantarse en un entorno cálido y húmedo, y controlar su crecimiento, ya que por un descuido pueden acabar convirtiéndose en elementos invasores. Los bulbos también han de plantarse en un entorno similar al de las semillas, pero estos tienen que estar a 4 cm de profundidad y 20 cm de separación. Por lo general, la mejor época para plantar suele ser en agosto o principios de septiembre. Tardan dos años en florecer.

## Taxonomía
Crocosmia aurea fue descrito por (Pappe ex Hook.) Planch. y publicado en Flore des Serres et des Jardins de l'Europe 7: 161, t. 702. 1851-1852[1851]. La especie tipo es: Dicrocaulon pearsonii N.E. Br. 
Etimología
Crocosmia: nombre genérico que deriva de las palabras griegas: "krokos" que quiere decir azafrán, y "osme", que significa "oler". El por qué del nombre se explica cuando se sumergen en agua caliente hojas secas de esta planta, ya que estas emiten un fuerte olor similar al del azafrán.
aurea: epíteto latíno que significa "dorada".
Variedad aceptada
- Crocosmia aurea subsp. pauciflora (Milne-Redh.) Goldblatt

Sinonimia
- Babiana aurea (Pappe ex Hook.) Klotzsch
- Crocanthus mossambicensis Klotzsch ex Klatt
- Crocosmia aurea subsp. aurea
- Crocosmia aurea var. aurea
- Crocosmia aurea var. maculata Baker
- Crocosmia cinnabarina (Pax) M.P.de Vos
- Crocosmia maculata (Baker) N.E.Br.
- Tritonia aurea Pappe ex Hook.
- Tritonia cinnabarina Pax[2][3]